# Država Slovenaca, Hrvata i Srba
Država Slovenaca, Hrvata i Srba (Država SHS) proglašena je u Zagrebu 29. listopada 1918., istodobno kada je Hrvatski sabor raskinuo sve državno-pravne veze s Austro-Ugarskom, s Narodnim vijećem Slovenaca, Hrvata i Srba kao vrhovnim tijelom. Nova je država nastala od ozemlja bivše Austro-Ugarske na kojima su živjeli južnoslavenski narodi: granice nisu bile posve jasno definirane - kao ni granice drugih država koje su se u to doba osamostaljivale od Austro-Ugarske. 
Narodno Vijeće će već 1. prosinca 1918. god. u Beogradu priopćiti srpskom prijestolonaljedniku Aleksandru Karađorđeviću o svojoj volji za "ujedinjenje cjelokupnog naroda Slovenaca, Hrvata i Srba u jedinstvenu Jugoslavensku državu, pod vladavinom kralja Petra I., odnosno prestolonasljednika Aleksandra kao Regenta". Pristankom Regenta i prihvaćanjem (aklamacijom) u skupštini Kraljevine Srbije nastala je nova Kraljevina SHS.
Na čelu države se nalazilo Narodno vijeće Slovenaca, Hrvata i Srba (osnovano 5. listopada 1918. godine u Zagrebu), na čijem se čelu nalazio slovenski političar Anton Korošec, dok su potpredsjednici bili Hrvat Ante Pavelić stariji i Srbin Svetozar Pribićević. Država SHS bezuspješno je pokušavala od sila Antante zatražiti priznanje. Istodobno su sa srpskom vladom tekli pregovori o njezinu ujedinjenju s Kraljevinom Srbijom i Crnom Gorom, kojem su ujedinjenje bili izrazito skloni politički predstavnici srpskog pučanstva na području Države SHS - dok su preostale političke snage bile prema ujedinjenju jednako skeptične, koliko na njega ponukane pokretima talijanskih trupa, koje su zauzimale dijelove ozemlja Države SHS.
Ženevskom deklaracijom, 9. listopada 1918., bilo je predviđeno očuvanje Države SHS i Srbije kao zasebnih državnih cjelina nove savezne sržave, te ustroj zajedničke vlade nove države za zajedničke poslove do donošenja ustava, ali je sadržaj ove deklaracije srpska vlada uskoro izigrala. Inicijativu u provođenju ujedinjenja uspio je preuzeti prvak Hrvatsko-srpske koalicije Svetozar Pribićević, koji je težište donošenja političkih odluka prenio na Narodno vijeće SHS u Zagrebu, koje je 24. studenoga 1918. donijelo odluku o ujedinjenju Države SHS sa Srbijom i Crnom Gorom. Iako Hrvatski sabor taj akt nije usvojio, dana 1. prosinca 1918. u Beogradu je srpski regent Aleksandar Karađorđević proglasio ujedinjenje i stvaranje Kraljevstva SHS, čime Država SHS prestaje postojati.

## Povijest

### Pozadina
U razdoblju nakon izbijanja Prvoga svjetskog rata u Dalmaciji i u Istri prestali su zasjedati zemaljski sabori, a sve do ljeta 1918. sprječavana je bilo kakva politička djelatnost. U Hrvatskoj i u Slavoniji Sabor se povremeno sastajao, no proglašenje ratnoga stanja i pritisak vojnih vlasti i ondje su u mnogočemu ometali političko djelovanje oporbe, koju su činili milinovci (pravaši Mile Starčevića), frankovci i radićevci.
Ni Hrvatsko-srpska koalicija nije bila pošteđena pritisaka. Budući da je Koalicija ostala dosljedna u svojoj pasivnoj politici i u svojoj potpori vladi, u Hrvatskoj i Slavoniji izbjegnuta je mogućnost uvođenja izvanrednoga stanja. Političke snage u zemlji nisu uspostavile suradnju s političarima u emigraciji, Antom Trumbićem i Franom Supilom, koji su u Londonu potkraj travnja 1915. osnovali Jugoslavenski odbor, predstavnici kojega su sa srbijanskom kraljevskom vladom potpisali Krfsku deklaraciju u srpnju 1917. i sudjelovali u donošenju Ženevske deklaracije u studenome 1918. Politički život u Hrvatskoj i u Habsburškoj Monarhiji oživio je donekle u kasno proljeće 1917., u svezi sa sazivom austrijskog parlamenta, odn. u svezi sa Svibanjskom deklaracijom, koju su 30. svibnja objavili hrvatski i slovenski zastupnici u Carevinskome vijeću, okupljeni u Jugoslavenskome klubu. U njoj je istaknut zahtjev da se zemlje Monarhije u kojima žive Slovenci, Hrvati i Srbi ujedine na temelju nacionalnoga i hrvatskoga državnog prava u jednu samostalnu državu pod vlašću Habsburgovaca. Na taj su zahtjev prvi u Hrvatskoj pozitivno reagirali milinovci, pravaška skupina koja je od tada odlučno počela zagovarati program stvaranja jugoslavenske države.

Zastupnici Jugoslavenskoga kluba, na temelju narodnog načela i hrvatskoga državnog prava, zahtijevaju ujedinjenje svih zemalja u Monarhiji, u kojima žive Slovenci, Hrvati i Srbi, u jedno samostalno, od svakoga gospodstva tuđih naroda slobodno i na demokratskoj podlozi osnovano državno tijelo, pod žezlom habsburško-lorenske dinastije, te izjavljuju da će se svom snagom zauzimati za ostvarenje zahtjeva svoga jednoga te istog naroda.

Polovicom travnja 1918. ideju o stvaranju zajedničke države južnih Slavena podupro je i Stjepan Radić, koji je do tada zastupao ideju o preuređenju Monarhije u duhu austroslavizma. Rješenju hrvatskoga pitanja u okviru južnoslavenske državne zajednice priključili su se potom i socijaldemokrati, ali Hrvatsko-srpska koalicija nije poduprla Deklaraciju. Svetozar Pribićević, koji je nakon proglašenja amnestije 1917. iznova preuzeo njezino vodstvo, protivio se ideji da bi buduća južnoslavenska država trebala biti neka vrsta širega političkoga okvira, u kojem bi bila očuvana hrvatska državnost. Iako je Koalicija svojim negativnim stajalištem kočila proces "nacionalne koncentracije", ona ga nije mogla spriječiti. U proljeće 1918., kao rezultat sastanka skupine političara održanoga u Zagrebu, objavljena je Zagrebačka rezolucija, koja se zauzimala za stvaranje zajedničke političke organizacije, kojoj bi zadaća bila stvaranje neovisne, demokratski uređene južnoslavenske države, zasnovane na priznanju "državnopravnih kontinuiteta historičko-političkih teritorija". Tek u jesen 1918., nakon proboja Solunskog bojišta, u trenutku kada je Habsburška Monarhija bila pred slomom, Hrvatsko-srpska je koalicija pristala na osnivanje Narodnoga vijeća Slovenaca, Hrvata i Srba.

### Stvaranje
Tražimo nezavisnost, sjedinjenje i slobodu u svojoj jedinstvenoj narodnoj državi u kojoj će plemenite osobine troimenog jedinstvenog naroda Slovenaca, Hrvata i Srba biti očuvane, te po želji sastavnih narodnih dijelova poštovani državotvorni kontinuiteti historičko političkih teritorija uz potpunu ravnopravnost plemena i konfesija.

Narodna vijeća su političke organizacije koje nastaju u južnoslavenskim zemljama Austro-Ugarske u završnoj fazi raspada Monarhije potkraj Prvoga svjetskog rata. Poticaj za njegovo stvaranje dale su četiri stranke iz Banske Hrvatske (Starčevićeva stranka prava, Hrvatska pučka seljačka stranka, Srpska narodna radikalna stranka i Socijaldemokratska stranka), koje su 24. rujna 1918., nakon dvadeset dana pregovora, objavile ujedinjenje s Narodnom organizacijom Srba, Hrvata i Slovenaca u Dalmaciji (osnovana u Splitu 2. srpnja 1918.), Narodnom organizacijom Srba, Hrvata i Slovenaca za Hrvatsko primorje i Istru (osnovana u Sušaku 14. srpnja 1918.) i sa slovenskim Narodnim svetom (osnovana u Ljubljani 16. kolovoza 1918). Dana 5. listopada 1918. predstavnici tih političkih organizacija sastali su se u Zagrebu i utemeljili Narodno vijeće Slovenaca, Hrvata i Srba, te pritom sastavili Pravilnik.
U njemu se ističe da je Vijeće političko tijelo koje predstavlja sve Slovence, Hrvate i Srbe s prostora Ugarske i Austrije, a cilj je njegova rada ujedinjenje svih Slovenaca, Hrvata i Srba u nezavisnu državu uređenu u skladu s demokratskim načelima. Dana 8. listopada 1918. u Vijeće se uključila i najjača stranka u Hrvatskom saboru, vladajuća Hrvatsko-srpska koalicija. Plenum Vijeća imao je 80 članova: 28 iz Banske Hrvatske i Rijeke, 7 iz Dalmacije, 3 iz Istre, 14 iz slovenskih zemalja, 18 iz BiH, te 10 iz Baranje, Bačke i Banata. Uži sastav Narodnoga vijeća SHS-a činio je Središnji odbor, koji se sastojao od 30 članova. Predsjedništvo Središnjeg odbora Vijeća, koje je bilo i Predsjedništvo Narodnoga vijeća SHS-a, činili su: predsjednik Anton Korošec, potpredsjednici Svetozar Pribićević i Ante Pavelić, te tajnici Mate Drinković, Srđan Budisavljević i Ivan Lorković.
Upoznat sa stanjem u Češkoj i Slovačkoj te među Južnim Slavenima, car i kralj Karlo I. (IV.) objavio je 16. listopada 1918. Manifest, u kojem je obećao uređenje Austro-Ugarske Monarhije po načelu federalizma. No 19. listopada 1918. Središnji odbor Narodnoga vijeća SHS-a objavio je Deklaraciju, kojom je odbacio Manifest Karla I. (IV.). U Deklaraciji je izražen zahtjev za osnivanjem potpuno samostalne i nezavisne južnoslavenske države. Time je Narodno vijeće SHS-a potpuno preuzelo cjelokupnu vlast, proglasivši se jedinim čimbenikom koji može voditi državnopravnu politiku. Narodno vijeće SHS je 19. listopada 1918., odbijajući ponudu cara i kralja Karla I. (IV.) o federalizaciji austrijskog dijela Monarhije, objavilo da »od ovog časa, opunomoćeno od svih narodnih stranaka i grupa, preuzima u svoje ruke vođenje narodne politike«. Narodno je vijeće nastupilo kao političko predstavništvo svih Slovenaca, Hrvata i Srba koji su živjeli u jugoistočnim područjima Austro-Ugarske, odnosno u skladu s tadašnjim političko-teritorijalnim podjelama, u Hrvatskoj i Slavoniji s Rijekom, u Dalmaciji, Bosni i Hercegovini, Istri, Trstu, Kranjskoj, Goričkoj, Štajerskoj, Koruškoj, Bačkoj, Banatu, Baranji i ostalim krajevima jugozapadne Ugarske.
U skladu s tim, 21. listopada 1918. Središnji odbor Narodnoga vijeća SHS-a donio je odluku o osnivanju sekcija koje su se trebale brinuti za cjelokupan društveni, politički i gospodarski život. Pročelnik sekcije za narodnu obranu bio je Mate Drinković, agrarne sekcije Stjepan Radić, financijsko-političke sekcije Ivan Lorković, a sekcije za financiranje Narodnoga vijeća Grga Budislav Angjelinović.

### Proglašenje
| Narod pred Saborom oduševljeno pozdravlja odluku o raskidu veza s Austro-Ugarskom 29. listopada |  | Narod pred Saborom oduševljeno pozdravlja odluku o raskidu veza s Austro-Ugarskom 29. listopada |
| Narod pred Saborom oduševljeno pozdravlja odluku o raskidu veza s Austro-Ugarskom 29. listopada |  | Slovenci su također pozdravili odluku o raskidu veza na Kongresnom trgu u Ljubljani             |

Dana 25. listopada dvadeset zastupnika Hrvatskoga sabora, na poticaj Središnjega odbora Vijeća, podnijelo je u Saboru zahtjev da se konačno riješi pitanje raskida državnih odnosa s Austro-Ugarskom Monarhijom i osamostaljenja Južnih Slavena u smislu spomenute Deklaracije. Kao mjeru predostrožnosti, Narodno vijeće SHS uputilo je 26. listopada zapovijedajućim generalima u Hrvatskoj, Šnjariću i Mihaljeviću, upit hoće li što poduzimati ako Narodno vijeće prekine veze s Austro-Ugarskom, na što su odgovorili da ih veže prisega caru i kralju te da moraju upitati Karla, na što ih je on odmah razriješio obveza.
Za 29. listopada 1918. je bio u Zagrebu sazvan Hrvatski sabor. Znalo se da će zastupnici odmah na prvoj sjednici zaključiti prijelom u vezama s Ugarskom i Austrijom. Kako bi se ovaj trenutak hrvatske povijesti svečano obilježio, na zagrebačkom Markovom trgu se skupilo mnoštvo. Na trg su došli i hrvatski (većinom pričuvni) časnici, koji su 28. listopada sa svojih kapa poskidali stare austro-ugarske oznake i zamijenili ih hrvatskim. Veliko je oduševljenje zavladalo kada su se pojavile vojničke glazbe 25. domobranske i 53. pj. pukovnije, s kojima su došli vojnici i časnici. To je bio dokaz da su uz narodni pokret pristali general Šnjarić i podmaršal Mihaljević. Oni su se s čitavom oružanom silom stavili na raspolaganje Narodnom vijeću te su ušli u sabornicu gdje su ih zastupnici i narod na galerijama pozdravili s pljeskom i poklicima "Živjela narodna vojska!". Šnjarić je u sabornici sjeo kraj bana Antuna Mihalovića.

Sabor je prihvatio podneseni prijedlog i donio odluku o raskidu državnopravnih odnosa i veza Kraljevine Hrvatske, Slavonije i Dalmacije s Monarhijom. Donesen je zaključak da se "svi dosadašnji državno-pravni odnošaji i veze kraljevine Hrvatske, Slavonije i Dalmacije s jedne strane, te kraljevine Ugarske i carevine Austrijske s druge strane, razrešavaju" te da "Dalmacija, Hrvatska, Slavonija s Rijekom proglašuju se posve nezavisnom državom prema Ugarskoj i Austriji, te prema modernom načelu narodnosti, a na temelju narodnog jedinstva Slovenaca, Hrvata i Srba pristupaju u zajedničku narodnu suverenu Državu Slovenaca, Hrvata i Srba na cijelom etnografskom području toga naroda, bez obzira na ma koje teritorijalne i državne granice u kojima narod Slovenaca, Hrvata i Srba danas živi". "Sveopća narodna ustavotvorna skupština svega ujedinjenoga naroda Slovenaca, Hrvata i Srba odlučit će s unapred određenom kvalificiranom većinom, koja potpunoma zaštićuje od svakog majoriziranja, konačno kako u formi vladavine, tako u unutrašnjem državnom ustrojstvu naše države utemeljene na potpunoj ravnopravnosti Slovenaca, Hrvata i Srba". 
Hrvatski sabor donio je i zaključak da "kao predstavnik Hrvatske, Slavonije i Dalmacije smatra objavu Narodnog vijeća od 19. o. mj. za sebe obvezatnom, te izjavljuju, da priznaje Narodnom vijeću vrhovnu vlast". Gotovo po proglašenju Austro-Ugarska priznaje novonastalo stanje i zapovijeda da njena ratna mornarica prijeđe pod nadzor Narodnoga vijeća, a "Hrvati" iz grada Rijeke zahtijevaju ujedinjenje s Italijom.
Istodobno, u Međimurju, koje je bilo pod ugarskom administrativnom vlašću još od 1861. godine, jača otpor lokalnog pučanstva prema nasilju i ubojstvima koje su činili Mađari u rasulu svršetka Prvog svjetskog rata. Osniva se Narodno vijeće za Međimurje na čelu s dr. Ivanom Novakom koje radi na odcjepljenju od novouspostavljene mađarske države i pripojenje Državi SHS, te se južno od Drave pripremaju oružane snage koje će 24. prosinca 1918. osloboditi Međimurje.
Prema tome, od polovice listopada 1918., bez obzira na međunarodni državno-pravni položaj Austro-Ugarske Monarhije, donosile su se odluke koje su u osnovi konstituirale posebnu državnu cjelinu – Državu SHS. Ona obuhvaća određeni teritorij i stanovništvo, a Narodno vijeće, izravno odnosno preko postojećih ili novoimenovanih pokrajinskih/zemaljskih vlada, suvereno organizira vlast. Osnovni poslovi koji su stajali pred Narodnim vijećem, posebice pred njegovim Središnjim odborom i Predsjedništvom (Anton Korošec, predsjednik, Ante Pavelić, stariji i Svetozar Pribićević, potpredsjednici, te Srđan Budisavljević, Mate Drinković i Ivan Lorković, tajnici), bilo je uspostavljanje unutrašnjopolitičkog reda i stabilnosti, postizanje međunarodnog priznanja i prava sudjelovanja na mirovnim konferencijama te utvrđivanje modaliteta oblikovanja zajedničke države s kraljevinama Srbijom i Crnom Gorom.
Unutarnje političke prilike bile su obilježene seljačkim pobunama i nasilnim oduzimanjem veleposjedničke zemlje, neplaćanjem poreza, problemima opskrbe stanovništva i prometnim teškoćama, zelenim kadrom i uopće vojnicima koji su dolazili s ratišta, lošom zdravstvenom situacijom. Opće prilike pogoršavalo je talijansko vojno zaposjednuće istočnojadranske obale kako bi se realizirala obećanja Londonskoga ugovora iz 1915. Narodno vijeće, odnosno njegovi izaslanici preuzeli su mornaricu raspadajuće Austro-Ugarske, ali su je morali predati pobjedničkim savezničkim silama. Narodno vijeće nastojalo je organizirati i vojne postrojbe, upućivalo je pozive seljacima s obećanjima agrarne reforme, odobravalo tiskanje poštanskih maraka, slalo silama Antante note tražeći priznanje ili prosvjedujući protiv talijanskog posezenja prema hrvatskim i slovenskim prostorima. No glavni je zadatak bio utvrđivanje postupaka ujedinjenja s Kraljevinom Srbijom.

### Sukob s Italijom
Italija je prema obećanjima iz Londonskog ugovora nastojala zauzeti Rijeku, otoke, Istru, Trst i Dalmaciju. Premda su Supilo i Trumbić još 1916. raskrinkali tajni Londonski ugovor i čitavi rat proveli dokazujući Antanti da Italija nema nikakva prava na Dalmaciju, Rijeku i Istru, u općem ozračju bezvlađa i odsustvu oružanih postrojbi, Talijani su krenuli zauzeti ono što joj je bilo obećano. Do 5./6. studenoga 1918., talijanske snage su zauzele Vis, Lastovo, Šibenik i druga mjesta na dalmatinskoj obali. Nakon kraja rata sredinom studenoga, Italija je vojno zaposjela sva područja koja su joj bila obećana Londonskim ugovorom, a 17. studenoga zauzela je i Rijeku. Iako je Rijeka bila pod kontrolom posade 79. pukovnije "grof Jelačić", bolje naoružani Talijani su ih razoružali i protjerali iz grada.
Pod izlikom očuvanja mira dovode sve brojnije snage. 1918. admiral Enrico Millo se proglasio talijanskim guvernerom Dalmacije. Ulazak u dalmatinske gradove opravdavao je svojom misijom "slobode, mira i pravde". Slavni talijanski iredentist Gabriele d'Annunzio podržao je pripajanje Dalmacije te je na talijanskom bojnom brodu posjetio Zadar u prosincu 1918. Gotovo odmah Talijani počinju sa zlostavljanjima, cenzurom, talijanskom propagandom i protjerivanjem stanovništva. Vojna zapovjedništva preuzimaju svu vlast u zaposjednutim područjima.

### Ujedinjenje sa Srbijom
Osnovna politička opredjeljenja u Narodnome vijeću išla su od stajališta o brzom i bezuvjetnom ujedinjenju do stajališta o nužnosti postupnog ujedinjenja po točno utvrđenim prethodnim uvjetima. Ženevska deklaracija od 9. studenog 1918., što su je potpisali predsjednik Narodnoga vijeća Anton Korošec, predsjednik Jugoslavenskog odbora Ante Trumbić i predsjednik srbijanske kraljevske vlade Nikola Pašić, utvrđivala je oblike prijelaznog uređenja zajedničke države, koji su polazili od ravnopravnog položaja dvaju državnih bića. Ona, međutim, nije imala praktičnih posljedica, jer nije odgovarala zamislima pristaša nacionalnog unitarizma i državnog centralizma u Narodnome vijeću, a osobito krugovima oko Aleksandra Karađorđevića.
Vrijeme nije radilo za Državu SHS, jer su na stol došla Antantina obećanja Italiji, a Kraljevina Srbija je imala svoje namjere organiziranja buduće južnoslavenske države. Talijanska vojska okupirala je Istru, Rijeku, Kvarner i Dalmaciju, a srpska vojska zauzela je Baranju, Bačku i Banat, te je 25. studenoga održana Novosadska skupština. Srbi, iako tek četvrti narod po brojnosti u Bačkoj, krivotvorili su zapisnik skupštine te objavili da se spomenute pokrajine izravno sjedinjuju sa Srbijom. Nakon toga se u Crnoj Gori održala Podgorička skupština, na kojoj je pod pritiskom donesena odluka o ujedinjenju Crne Gore sa Srbijom, 27. studenoga 1918.
U takvim okolnostima Središnji odbor Narodnoga Vijeća vodio je od 23. do 25. studenoga 1918. opširnu raspravu o prijedlozima za način ujedinjenja. Stjepan Radić težio je konfederalno-federalnom konceptu s utvrđenim uvjetima i jamstvima oko ujedinjenja, dok je prvak hrvatsko-srpske koalicije Svetozar Pribićević težio unitarizmu bez očuvanja posebnosti zemalja i bezuvjetnom ujedinjenju. Svetozar Pribićević je sve rjeđe sazivao Središnji odbor, a odluke donosio na Predsjedništvu u kojem je imao svu vlast. Na dramatičnoj noćnoj sjednici od 24. studenoga, odbijajući apel Stjepana Radića da se u ujedinjenje "ne srlja kao što guske srljaju u maglu" i njegovo upozorenje političarima da "rade bez naroda i protiv naroda", većina se odlučila za hitno ujedinjenje s Kraljevinom Srbijom. Prihvaćeni su, doduše, i Naputci delegatima o uvjetima ujedinjenja, koji su sadržavali znatne federalističke elemente, ali su delegati u postupku ujedinjenja od njih uglavnom odustali.
Dana 27. studenoga, Središnji odbor Vijeća poslao je u Beograd izaslanike, među kojima se za ujedinjenje najviše zauzimao Svetozar Pribićević. Konačno, 30. studenoga poseban odbor sastavljen od trojice članova Narodnoga vijeća SHS i trojice predstavnika srbijanske vlade, ugovorio je način ujedinjenja. Izaslanike Narodnog vijeća primio je regent Aleksandar Karađorđević, kojemu je Ante Pavelić (stariji) pročitao netom sastavljenu Adresu. Proglašavanjem ujedinjenja "Srbije sa zemljama nezavisne Države Slovenaca, Hrvata i Srba u jedinstveno Kraljevstvo Srba, Hrvata i Slovenaca", kako je to proklamirao u odgovoru na adresu delegacije Narodnoga vijeća regent Kraljevine Srbije Aleksandar Karađorđević, prestala je postojati Država Slovenaca, Hrvata i Srba.

### Prosinačke žrtve
Čin ujedinjenja nije potvrdio Hrvatski sabor. Iako se ustroj države tek trebao raspraviti, umjesto republike nametnuta je monarhija i u Hrvatskoj je zavladalo nezadovoljstvo. Da bi se pokazalo kako Zagrepčani podupiru ujedinjenje u Kraljevstvo SHS, Narodno vijeće SHS odlučilo je u Zagrebu organizirati proslavu ujedinjenja te su 5. prosinca bili organizirani skupovi potpore ujedinjenju i misa u zagrebačkoj katedrali. Istodobno je krenula povorka nezadovoljnih građana, predvođena pripadnicima 25. i 53. pješačke (domobranske) pukovnije, koja je izvikivala krilatice potpore hrvatskoj republici, kao i boljševičkoj revoluciji. Pošto su prosvjednici stigli na Jelačićev trg, vladine snage (sokolaši i drugi dragovoljci, pristaše Narodnoga vijeća) otpočeli su paljbu iz okolnih kuća. Pritom je smrtno stradalo 15 osoba, a više od 20 bilo ih je ranjeno. Iste je noći zagrebački garnizon bio razoružan, ubrzo potom bile su ukinute spomenute dvije pukovnije, a vojne funkcije preuzeli su odredi vladine vojske u Zagrebu. Uskoro su bile uvedene izvanredne mjere; bilo je ograničeno radno vrijeme javnih lokala, zabranjeno je okupljanje i javno oglašavanje. Prosinačke žrtve bile su prvi masovni prosvjed protiv novouspostavljene države.
Činjenica da su vojnici dviju domobranskih pukovnija izvikivali krilatice potpore stvaranju hrvatske republike, pa čak i boljševičkoj revoluciji, u hrvatskoj i jugoslavenskoj historiografiji tumačilo se katkad nacionalnim, a katkad socijalnim stajalištima i motivima sudionika prosvjeda. No koncem 1918. prosvjedi i pobune vojnika i građana bili su česta pojava, ne samo u Hrvatskoj već i u Njemačkoj, Austriji i Mađarskoj. Socijalističke i boljševičke ideje prodirale su među vojnike na cijelome području Države SHS. Ideja republikanizma također je bila privlačna i u jednome dijelu stanovništva se shvaćala kao ideja o državi bez rata, vojske, neimaštine i poreza te je svaka monarhija bila neprihvatljiva.

## Vojska i redarstvo
28. listopada general Luka Šnjarić, zapovjednik XIII hrvatsko-slavonskog korpusa, javlja ministarstvu domobranstvau Budimpešti da je položaj beznadan, a vojna situacija katastrofalna. Napominje da mu Osijek javlja da se tamošnji garnizon pobunio, Našice su u plamenu, a svugdje vladaju pljačka i palež. Napomenuo je i da je stav Vlade i Narodnog vijeća da bi jedino rješenje bilo slanje oružja i otpuštanje vojnika kućama, na što mu je ministarstvo telegrafski odgovorilo da otpuštanje ne dolazi u obzir.
Od domobrana i bivših austro-ugarskih vojnika i mornara te pripadnika raznih udruga (najviše Hrvatskog sokola) nastajale su tzv. narodne straže. Zbog sve teže situacije, pljačke i anarhije zelenokaderaša i civila, nemira i nastupanja talijanske vojske prema hrvatskoj obali, povjerenik za obranu Narodnog vijeća, Mate Drinković, uputio je proglas svim vojnicima i građanima. Pozvao ih je na stavljanje na raspolaganje Narodnom vijeću, no istodobno je prijetio kaznama. Budući da se stari sustav urušio, a vojnici nakon četiri godine krvavih borbi u ratu nisu bili motivirani ponovno se boriti, proglas je doživio potpuni neuspjeh. Postrojbe austro-ugarske vojske koje su ostale na okupu i novoosnovane postrojbe sklopljene od vojnika i dobrovoljaca činile su okosnicu tzv. Narodne vojske. Ona se nazivala i Vojskom Države Slovenaca, Hrvata i Srba. Nakon što su najviši austro-ugarski časnici, generali Šnjarić i Mihaljević, prešli na stranu Narodnog vijeća, preuzeli su zapovjedništvo nad ovom vojskom. Jedina akcija vojske bila je oslobađanje Međimurja u prosincu 1918.
Dok je u državi trajalo nemirno stanje, dok su trajale nerijetke pljačke i zločinstva, dok je talijanska vojska okupirala Dalmaciju, Mađarska Međimurje, a srbijanska dolazila po pozivu Narodnog vijeća, vlastita vojska se otpuštala. Odluke Narodnog vijeća u Zagrebu je velikim dijelom oblikovao Svetozar Pribićević, predstavnik Hrvatsko-srpske koalicije u tom vijeću, a njemu je posebno odgovarao ulazak srbijanske vojske na područje Hrvatske. Narodno vijeće je 5. studenoga 1918. godine pozvalo vojne snage Antante da uđu na područje Države SHS radi obrane teritorija od bivše austro-ugarske vojske u povlačenju s bojišnica. No, još 3. studenoga Narodno vijeće je poslalo poziv srpskoj vladi da sa svojom vojskom uđe na teritorij Države SHS u funkciji sprječavanja nereda, pljačkanja i nemira bivše austro-ugarske vojske. Odlukom da se srpska vojska pozove na teritorij Države SHS označila je početak srbijanskog rješenja. Bila je to odluka koja se dogodila baš prema Pribićevićevoj želji. Stjepan Radić je tvrdio da su spominjani izgredi često bili iscenirani upravo s namjerom da posluže kao dokaz da je pozivanje srbijanske vojske prijeko potrebno. Prema Radiću, takve je akcije izvodio Vaso Muačević koji je u svojim izvješćima Narodnom vijeću često preuveličavao težinu nemira kako bi ih Pribićević mogao iskoristiti u pozivanju srbijanske vojske. U početku je srbijanska vojska pazila da ulazak ne izgleda kao okupacija, ali se s vremenom sve više pokazalo da su ti vojnici upravo tako smatrali svoju ulogu na području Države SHS. Na terenu je odnos bivših austro-ugarskih i pridošlih, u najvećem broju srbijanskih vojnika bio narušen tako da je Odjel za narodnu obranu početkom prosinca naredio da pripadnici vojske Države SHS moraju pozdravljati vojnike srbijanske i antantine vojnike.
Narodne straže i bivše postrojbe austro-ugarske vojske počele su se raspuštati početkom 1919.

## Ratna mornarica
Nakon raspada discipline i opskrbe, vrhovno zapovjedništvo austrougarskih oružanih snaga prihvatilo je 29. listopada 1918. uvjete primirja sa savezničkim državama. Uz predaju cjelokupne vojske, to je značilo i predaju austrougarske ratne mornarice i njezine flote. Istoga dana je u Zagrebu Hrvatski sabor proglasio stvaranje Države Slovenaca, Hrvata i Srba, a sljedećeg dana u Beču, car i kralj Karlo (I. i V.) je potpisao odluku kojom se 31. listopada austrougarska ratna mornarica, sve utvrde i luke trebaju predati Narodnom vijeću SHS-a u Zagrebu. Austrijski prijedlog o svečanoj primopredaji NV je prihvatilo. Njome je Beč htio događaju dati stvarnu i zakonsku snagu. Ostale zemlje nastale raspadom Austro-Ugarske kasnije su trebale biti kompenzirane za svoje udjele jer su i one sufinancirale izgradnju mornarice proteklih desetljeća.
Prema želji tadašnjeg zapovjednika austrougarske flote, kontraadmirala Miklosa Horthya, primopredaja je počela točno u 17 sati na Viribus Unitisu. Spuštena je austrougarska zastava, a na jarbole Viribus Unitisa podignuta je hrvatska trobojnica uz svečane taktove "Lijepe naše". Mornari Slovenci i Srbi istaknuli su i svoje zastave. Osim postrojenih časnika i mornara bili su nazočni i izaslanici zagrebačkog Narodnog vijeća na čelu s Vilimom Bukšegom, povjerenikom za socijalnu skrb. Poslije primopredaje Horthy je zajedno s mnoštvom mornara i časnika Nijemaca i Mađara otputovao vlakom prema unutrašnjosti, a u pulskoj luci i na brodovima ostali su samo hrvatski, češki i slovenski mornari. Slične primopredaje obavljene su i u ostalim mornaričkim uporištima i lukama u Šibeniku i Boki kotorskoj. Prema imenovanju Narodnog vijeća, zapovjednikom mornarice postao je netom umirovljeni austro-ugarski kontraadmiral Dragutin Prica, a zapovjedništvo nad flotom preuzeo je Janko Vuković Podkapelski u činu kontraadmirala u koji je promaknut. Preuzevši zapovjedništvo odmah se preselio na admiralski brod Viribus Unitis, najveći i najljepši brod čitave mornarice. Brod je preimenovan, njegovo novo ime bilo je Jugoslavija.
Iako je NV SHS uputilo notu Antanti da je preuzelo mornaricu i da nije u ratu sa silama Antante, već sljedeću noć (31. listopada na 1. studenoga) Viribus Unitis su potopili talijanski diverzanti te je pritom stradalo oko 400 časnika i mornara na čelu s Vukovićem-Podkapelskim. Nova jugoslavenska mornarica suočila se s teškim problemom nedostatka osoblja i posada. Naime, južnoslavenski mornari činili su svega nešto više od trećine ukupnih pripadnika mornarice. Usto, njihov udjel među visokim časnicima te stručnim osobljem (telegrafistima, strojarima itd.) bio je još manji. Sukladno tome, brodovi jednostavno nisu imali dovoljno posada da bi mogli isploviti iz Pule i Šibenika na jug, prema Boki i Krfu (gdje je boravila francuska mornarica) kako bi se spriječilo da padnu u ruke Talijanima. Kronični nedostatak ugljena te raspad discipline i hijerarhije samo je pogoršao te probleme. Kapetan korvete Marijan Polić s nekolicinom brodova i razarača uspio je isploviti iz Pule prema Splitu pod američkom zastavom te se u kaštelanskom zaljevu predao američkoj mornarici. Uskoro je Antanta svojim brodovima ušla u istočnojadranske luke i razdijelila između sebe gotovo sve brodovlje kao ratni plijen.

## Društvo
Vodeći političari, s izuzetkom Stjepana Radića, općenito nisu vodili računa o stvarnim željama stanovništva, prvenstveno hrvatskog seljaštva. S druge strane, upravo je seljaštvo raspad Monarhije počelo u sve većoj mjeri doživljavati kao početak novog stanja, obilježenog izostankom svake organizirane vlasti te novom razdiobom materijalnih dobara, pogotovo zemlje. Cjelokupno područje sjeverne Hrvatske bilo je zahvaćeno općim nemirima, u kojima će glavnu ulogu imati upravo seljaštvo.
Zeleni kadar je bio pokret vojnih bjegunaca koji su potkraj I. svjetskog rata dezertirali iz austrougarske vojske i skrivali se po šumama, po čem su i dobili naziv. Pokret je posebno zahvatio pripadnike južnoslavenskih naroda, koji su time izražavali otpor ratu i Austro-Ugarskoj Monarhiji. Pojavio se sredinom 1916. i obuhvaćao je uglavnom dezertere, a od kraja 1917. poprimio je masovniji karakter. Porast zelenoga kadra osobito je bio zamjetan nakon osnivanja Države SHS. U zelenom kadru bilo je i povratnika iz ruskog zarobljeništva koji su donijeli socijalno-revolucionarne ideje Listopadske revolucije. Pripadnici zelenoga kadra vršili su prepade i pljačke na vojne i željezničke postaje, skladišta namirnica i vlastelinstva, pa i trgovine i privatne zgrade, a u Hrvatskoj su najviše bile zahvaćene Požeška, Bjelovarsko-križevačka i Srijemska županija. Kao odgovor na te događaje predsjedništvo Narodnoga vijeća obratilo se srpskoj vladi i silama Antante sa zahtjevom da njihove vojske što prije uđu na teritorij Države SHS. Uskoro potom nemiri što su ih izazivali pripadnici zelenoga kadra prestali su, a do sredine 1919. suzbijen je svaki trag tomu pokretu.
Vojnici koji su se vratili s istočnog bojišta, a pogotovo povratnici iz ruskog zarobljeništva, donose ideje republikanstva i socijalizma. Radićeva politika počinje sve više afirmirati republiku među širokim seljačkim slojevima. Iako su u Hrvatskoj i Slavoniji postojali socijaldemokrati sa svojom strankom te je Vilim Bukšeg bio i istaknuti član Narodnog vijeća, komunističke i socijalističke ideje bile su preslabe za ozbiljnije obojene istupe. Miroslav Krleža kasnije je zdvajao nad nedostatkom vodstva i organizacije koja bi buntovni pokret seljaka i zelenokaderaša usmjerila prema općoj revoluciji i uspostavi komunističke republike.

### Afera Lipošćak
Da bi zastrašili, impresionirali i psihološki "obradili" članove središnjeg odbora Narodnog vijeća SHS uoči odlučujuće sjednice 24. studenoga 1918., s ciljem da čim prije izglasaju odluku o ujedinjenju s Srbijom, Svetozar Pribićević i njegovi montirali su proces protiv generala Antona Lipošćaka i još nekih časnika. Optužili su ih da kuju zavjeru protiv Narodnog vijeća s namjerom stvaranja "Vijeća vojnika, radnika i seljaka" i to obilno razglasili. Zavjeru je navodno razotkrio vođa socijalista Vitomir Korać, kojeg su htjeli vrbovati. Vijest o aferi je, uz Radićeve govore, izazvala velike nemire među narodom. Lipošćak je interniran u Mitrovici. Tijekom nemira 5. prosinca na Jelačićevu trgu, domobrani su se zauzeli i za izbavljanje Lipošćaka iz zatvora, uzvikujući "Pustite Lipošćaka!" i "Sloboda za generala Lipošćaka!". Nakon što je sve prošlo, "zavjerenike" su bez suda pustili na slobodu.

## Posljedice
Hrvatska je unutar Kraljevine SHS prvi put došla u kombinaciju s istočnim susjedom Kraljevinom Srbijom. Izašavši iz srednjoeuropskog političkog okruženja "našla se u situaciji da surađuje s narodom koji su stoljećima živjeli pod bitno drukčijim povijesnim uvjetima, imali su drukčiju kulturu, mentalitet, vjeru i političko iskustvo i navike. Zajednička im je bila samo etnička pripadnost kojoj se u razdoblju oko ujedinjenja davalo pretjerano značenje. Pojam zajedničke države za Srbiju značio je prisjedinjenje novooslobođenih krajeva. Za Hrvate, Slovence, Muslimane i Prečane uopće - zajedničku državu formiranu na ravnopravnosti južnoslavenskih naroda." Hrvati postaju meta ideologa jedinstvene jugoslavenske nacije utopljene u dominantnoj srpskoj naciji, a "hrvatsko srpski odnosi i hrvatsko nacionalno pitanje bit će najvažniji i najteži dio jugoslavenskoga državnog i etničkog problema"
Ksaver Šandor Gjalski, duboko razočaran jugoslavenskom idejom u koju je vjerovao i za koju se borio, u romanu Pronevjereni ideali, o ujedinjenju piše: "Bacili smo europejštinom i zapadnom kulturom oplemenjene dijelove zemlje i naroda u pandže istočnog, staroturskog barbarizma i bizantinske pokvarenosti, jednom riječju, orijentalnog zla! Strašan, strašan grijeh!"
Vojne snage Države SHS uspjele su - u kaotičnoj situaciji nastaloj raspadom Austro-Ugarske - vojno zauzeti Maribor s okolnom dijelom Štajerske, te dijelove Koruške, Prekmurje i Međimurje i na taj način osigurati trajno pripojenje tih područja (nastanjenih Slovencima i Hrvatima) Sloveniji i Hrvatskoj.

## Osnivanje i raspuštanje Narodna vojska Države Slovenaca
Ubrzo nakon osnivanja Države SHS pokrenulo se aktivnosti radi raspuštanja domobranstva, koje je inače pokazivalo dosta spremnosti da brani novu državu.
Već 1. studenog 1918. god. preuzele su vlasti Države SHS nadležnost nad Odjelom za narodnu obranu, čime je pod njenu obranu došlo Domobranstvo; također i tzv. zajedničke postrojbe regrutirane s područja nove države potpadaju pod njenu kontrolu. Osnovana su četiri vojna okružja sa sjedištima u Zagrebu, Ljubljani, Sarajevu i Mostaru; propisane su manje izmjene u izgledu odora (kod postrojbi koje su se krajem rata zatekle na području Države SHS, tj. koje nisu bile na ratištima), uključivo obvezu nošenja oznake "SHS" na kapama. Započeto je s uvođenjem novih odora po uzoru na srpsku vojsku, a uvedeni su i novi nazivi časničkih i dočasničkih činova. 
Prve zadaće Narodne vojske bile su osigurati mirni prolazak vojnih postrojbi iz drugih zemalja bivše Austro-Ugarske prema mjestu svojega porijekla, te da onemoguće daljnje djelovanje Zelenog kadra. 
Ubrzo po službenom završetku I. svjetskog rata (11. studeni 1918.) god. izvršeno je povlačenje domobranskih postrojbi s bojišta: mnoge od njih su organizirano raspoređene u vojarne po Državi SHS.
Razne pukovnije - uključujući topničke i transportne - rasporađene su u Zagreb, Bjelovar, Osijek, Otočac, Karlovac, Petrovaradin, Ogulin, Viroviticu, Banja Luku, Tuzlu, Sarajevo, Mostar, Zenicu, Ljubljanu. Obzirom da je na područje Dalmacije ušla talijanska vojska, dalmatinske postrojbe - tako 22. i 122. pješačka te 23. i 37. streljačka pukovnija - bile su razmještene na drugim područjima Hrvatske. Časnici i dočasnici koji su bili u državnoj službi ili u službi raznih poduzeća su odmah potom demobilizirani, a ostalima je najavljeno da će demobilizacija nastupiti do kraja godine. Zabranjivalo se nošenje austro-ugarskih ordena iz nedavno završenog rata, te se čak tražilo od časnika i dočasnika da ih predaju (jedino se siromašnijima plaćalo za otkup onih od plemenitih metala). Narednih tjedana se nastavilo s brzom demobilizacijom raznih postrojbi, a uz suradnju srbijanske vojne misije koja je došla u Zagreb paralelno se pristupilo reorganizaciji vojnih postrojbi i tijela ministarstva obrane u skladu s onima iz Kraljevine Srbije, s kojom se pregovaralo o ujedinjenju. U Zagrebu i nekim drugim mjestima se opažalo da dio pripadnika domobranstva pokazuje lošu volju prema postrojbama srbijanske i francuske vojske, te odbijaju vojnički pozdravljati vojnike tih drugih vojski. Među vojnicima bilo je političkih zahtjeva za osnivanje republike i protivljenja namjeravanom ujedinjenju sa Srbijom.
Nakon proglašenja nove Kraljevine SHS 1. prosinca 1918. god. domobranstvo je u narednih mjesec dana u principu raspušteno, a na njegovo mjesto je stupila nova vojska, koja je bila dominirana od kadrova vojnih snaga bivše Kraljevine Srbije.

## Pitanje je li Država SHS pripojena Kraljevini Srbiji, ili su te dvije zemlje ušle u uniju
Srpski stručnjaci za međunarodno javno pravo smatraju da je Kraljevina Srbija sebi pripojila teritorij Države SHS, i da je naziv kasnijeg "Kraljevstva Srba, Hrvata i Slovenaca" tako novo ime za državu koja se ranije zvala Kraljevina Srbija - na jednak način kao što je Kraljevstvo SHS poslije promijenilo ime u "Kraljevina Jugoslavija". Isti autori su skloni tumačiti da je kasnija SFRJ samo novo ime države koja se nekada zvala Kraljevina Srbija. Enver Hasani 2007. godine iznosi ocjenu da takva stajališta o pravnom sljedništvu stoje u samoj srži velikosrpskog projekta, te da nisu utemeljena na pravilnoj primjeni međunarodnog prava. Krisztina Marek u svojem priručniku o pitanju sukcesije država tiskanom u Ženevi 1954. godine iznosi, uvažavajući ranije analize drugih autora, da su Kraljevina Srbija i dvostruko veća Država SHS (obje zemlje u teškom postratnom stanju, gdje ratom teže pogođenoj Srbiji nije osobito puno pomagala činjenica da je bila na pobjedničkoj strani u ratu) ušle u uniju kojom je stvorena jedna nova država - dakle da Jugoslavija nije identična ni s Kraljevinom Srbijom, ni s Državom SHS.
Takve su se rasprave među pravnim stručnjacima u većoj mjeri vodile u vremenu bližem samom nastanku Kraljevine SHS: Krisztina Marek (tada, profesorica međunarodnog prava u Ženevi) 1954. iznosi da je više od godinu dana nakon ujedinjenje Države SHS i Kraljevine Srbije, kod sklapanja Versajskog ugovora iz 1920. godine iz posve praktičnih razloga ugovoreno da će Kraljevina SHS naslijediti međunarodne ugovore koje je ranije bila sklopila "bivša Kraljevina Srbija" (termin korišten kod pregovora u Versaju).